# Lüleburgaz (Landkreis)
Lüleburgaz (Bergula, griechisch Arkadiupolis, bulgarisch Люлебургас / Ljuleburgas, lateinisch Arcadiopolis) ist ein Landkreis in der Provinz Kırklareli.

## Geografie
Hauptort des Kreises ist die gleichnamige Stadt, die bevölkerungsreichste der Provinz. Der Landkreis steht ebenso im Bevölkerungs-Ranking an erster Stelle und hat auch die höchste Bevölkerungsdichte. Er grenzt im Westen an den Kreis Babaeski, im Norden an den Kreis Pınarhisar, im Osten an den Kreis Vize. Die Provinz Tekirdağ bildet mit drei Kreisen die Südgrenze.

## Der Landkreis
Der Landkreis (Kaza) war einer der fünf Kreise, die bei Gründung der Türkischen Republik 1923 bereits bestanden. Auf Grundlage der Volkszählung vom 28. Oktober 1927 konnte er auf eine Einwohnerschaft von 21.513 verweisen – 33 Dörfer auf 745 km² Fläche. Der Verwaltungssitz hatte 5323 Einwohner, hinter der Provinzhauptstadt Kirklareli (mit 12.911 Einw.), damals die zweitgrößte Stadt.
Neben der Kreisstadt (2020: 80,6 % der Kreisbevölkerung) besteht der Kreis aus drei weiteren Belediye (Gemeinden): Büyükkarıştıran (5994), Ahmetbey (3832) und Evrensekiz (2806 Einw.). Des Weiteren gehören zum Kreis noch 31 Dörfer (Köy) mit durchschnittlich 546 Bewohnern (die höchste Zahl in der Provinz). Sechs Dörfer haben mehr als 900 Einwohner: Kırıkköy (1621), Celaliye (1289), Hamitabat (1143), Sakızköy (1098), Düğüncübaşı (998) und Turgutbey (968). Mit 150 Einw. je km² hat der Kreis die höchste Dichte der Provinz, fast dreimal höher als der Prvinzwert (von 56).